# Saint-Pierre-dels-Forcats
Saint-Pierre-dels-Forcats là một xã trong tỉnh Pyrénées-Orientales, vùng Occitanie phía nam nước Pháp. Xã Saint-Pierre-dels-Forcats nằm ở khu vực có độ cao trung bình 1571 mét trên mực nước biển.